# Aki (cráter)
Aki es un cráter de impacto del planeta Marte situado al suroeste del cráter Airy-0, a 35.5º sur y 60.3º oeste. El impacto causó un boquete de 8 kilómetros de diámetro. El nombre fue aprobado en 1979 en honor a una localidad de Japón.